# 1522 w polityce

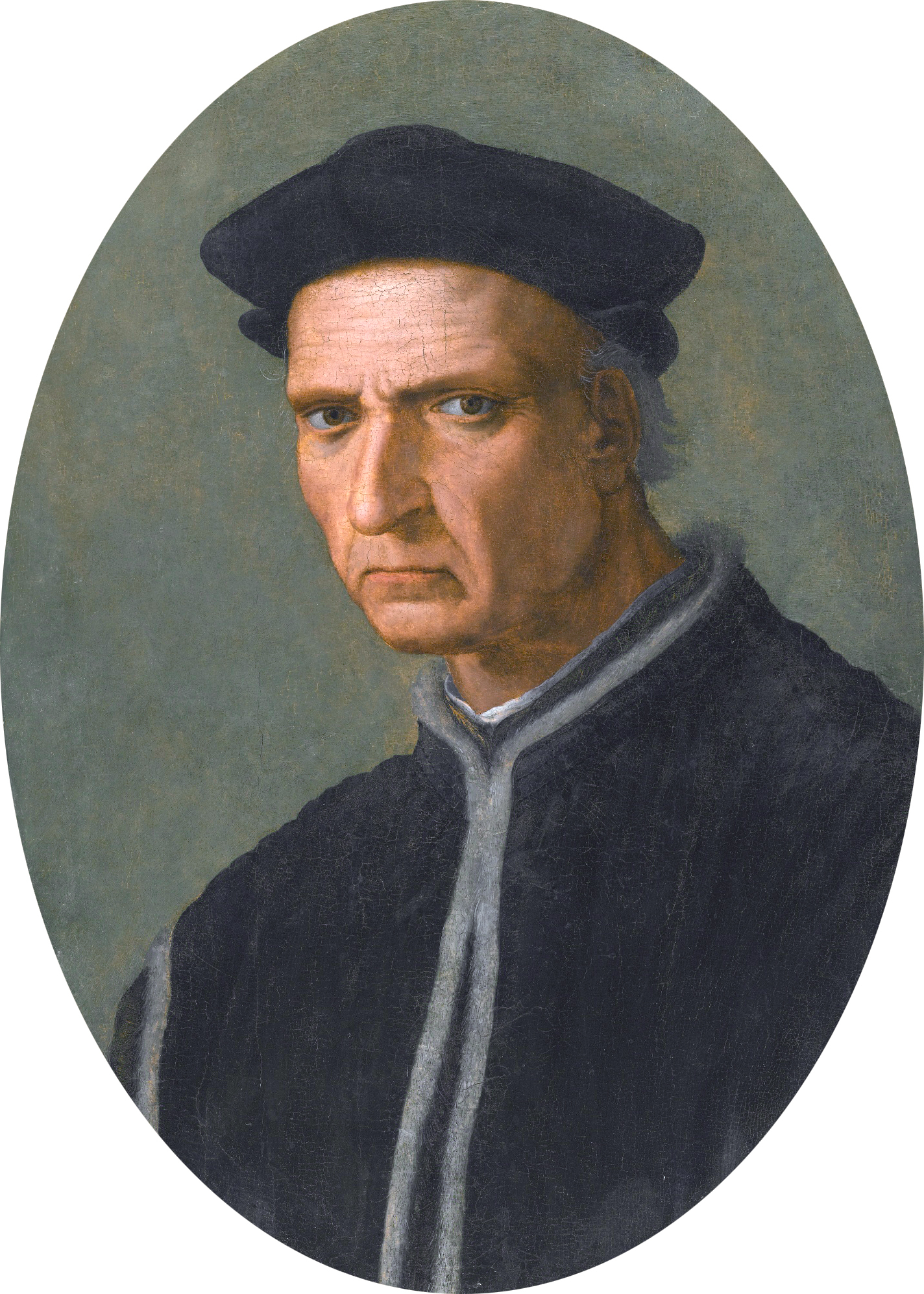
Ridolfo del Ghirlandaio, Portret Piera Soderiniego

Wydarzenia polityczne w 1522 roku.

## Zmarli
- 13 czerwca Piero Soderini, florentyński polityk[1].
- 9 września Erazm Ciołek, biskup płocki[2].
- Anna de Beaujeu, księżniczka francuska, córka króla Ludwika XI Walezjusza[3].
- Jan Mikołajewicz Radziwiłł, marszałek ziemski litewski[4].